# 15598 Kazantsev
15598 Kazantsev eller 2000 GP96 är en asteroid i huvudbältet som upptäcktes den 6 april 2000 av LINEAR i Socorro County, New Mexico. Den är uppkallad efter Daniil Kazantsev.
Asteroiden har en diameter på ungefär 8 kilometer.